# Deline (Territórios do Noroeste)
Deline é uma comunidade charter na região de Sahtu nos Territórios do Noroeste, Canadá.